# Serradilla del Arroyo
Serradilla del Arroyo è un comune spagnolo di 409 abitanti situato nella comunità autonoma di Castiglia e León.